# Diego Schwartzman
Diego Sebastián Schwartzman (ur. 16 sierpnia 1992 w Buenos Aires) – argentyński tenisista, reprezentant kraju w Pucharze Davisa, olimpijczyk z Tokio (2020).

## Kariera tenisowa
Zawodowy tenisista w latach 2010–2025.
Zwycięzca czterech turniejów ATP Tour z czternastu osiągniętych finałów w grze pojedynczej.
W grze podwójnej finalista pięciu imprez o randze ATP Tour.
W latach 2015–2022 reprezentant Argentyny w Pucharze Davisa.
Zdobywca Pucharu Lavera 2022. Olimpijczyk z Tokio, gdzie doszedł do trzeciej rundy turnieju singlowego, a także odpadł w pierwszej rundzie debla wspólnie z Facundem Bagnisem.
Najwyżej w rankingu ATP singlistów klasyfikowany na 8. miejscu (12 października 2020), a w rankingu deblistów 39. pozycji (6 stycznia 2020).

### Finały w turniejach ATP Tour
| Legenda                                      |
| -------------------------------------------- |
| Wielki Szlem                                 |
| Igrzyska olimpijskie                         |
| Tennis Masters Cup / ATP Finals              |
| ATP Masters Series / ATP Tour Masters 1000   |
| ATP International Series Gold / ATP Tour 500 |
| ATP International Series / ATP Tour 250      |

#### Gra pojedyncza (4–10)
| Końcowy wynik | Nr  | Data                 | Turniej        | Nawierzchnia  | Przeciwnik          | Wynik finału        |
| ------------- | --- | -------------------- | -------------- | ------------- | ------------------- | ------------------- |
| Zwycięzca     | 1.  | 1 maja 2016          | Stambuł        | Ceglana       | Grigor Dimitrow     | 6:7(5), 7:6(4), 6:0 |
| Finalista     | 1.  | 23 października 2016 | Antwerpia      | Twarda (hala) | Richard Gasquet     | 6:7(4), 1:6         |
| Finalista     | 2.  | 22 października 2017 | Antwerpia      | Twarda (hala) | Jo-Wilfried Tsonga  | 3:6, 5:7            |
| Zwycięzca     | 2.  | 25 lutego 2018       | Rio de Janeiro | Ceglana       | Fernando Verdasco   | 6:2, 6:3            |
| Finalista     | 3.  | 17 lutego 2019       | Buenos Aires   | Ceglana       | Marco Cecchinato    | 1:6, 2:6            |
| Zwycięzca     | 3.  | 4 sierpnia 2019      | Los Cabos      | Twarda        | Taylor Fritz        | 7:6(6), 6:3         |
| Finalista     | 4.  | 27 października 2019 | Wiedeń         | Twarda (hala) | Dominic Thiem       | 6:3, 4:6, 3:6       |
| Finalista     | 5.  | 9 lutego 2020        | Córdoba        | Ceglana       | Cristian Garín      | 6:2, 4:6, 0:6       |
| Finalista     | 6.  | 21 września 2020     | Rzym           | Ceglana       | Novak Đoković       | 5:7, 3:6            |
| Finalista     | 7.  | 25 października 2020 | Kolonia        | Twarda (hala) | Alexander Zverev    | 2:6, 1:6            |
| Zwycięzca     | 4.  | 7 marca 2021         | Buenos Aires   | Ceglana       | Francisco Cerúndolo | 6:1, 6:2            |
| Finalista     | 8.  | 24 października 2021 | Antwerpia      | Twarda (hala) | Jannik Sinner       | 2:6, 2:6            |
| Finalista     | 9.  | 13 lutego 2022       | Buenos Aires   | Ceglana       | Casper Ruud         | 7:5, 2:6, 3:6       |
| Finalista     | 10. | 20 lutego 2022       | Rio de Janeiro | Ceglana       | Carlos Alcaraz      | 4:6, 2:6            |

#### Gra podwójna (0–5)
| Końcowy wynik | Nr | Data           | Turniej      | Nawierzchnia   | Partner        | Przeciwnicy                       | Wynik finału       |
| ------------- | -- | -------------- | ------------ | -------------- | -------------- | --------------------------------- | ------------------ |
| Finalista     | 1. | 15 lutego 2015 | São Paulo    | Ceglana (hala) | Paolo Lorenzi  | Juan Sebastián Cabal Robert Farah | 4:6, 2:6           |
| Finalista     | 2. | 1 maja 2016    | Stambuł      | Ceglana        | Andrés Molteni | Flavio Cipolla Dudi Sela          | 3:6, 7:5, 7–10     |
| Finalista     | 3. | 17 lutego 2019 | Buenos Aires | Ceglana        | Dominic Thiem  | Máximo González Horacio Zeballos  | 1:6, 1:6           |
| Finalista     | 4. | 12 maja 2019   | Madryt       | Ceglana        | Dominic Thiem  | Jean-Julien Rojer Horia Tecău     | 2:6, 3:6           |
| Finalista     | 5. | 15 maja 2022   | Rzym         | Ceglana        | John Isner     | Nikola Mektić Mate Pavić          | 2:6, 7:6(6), 10–12 |